# Dark Glasses – Blinde Angst
Dark Glasses – Blinde Angst (Originaltitel: Occhiali neri, dt.: „Schwarze Brille“) ist ein italienisch-französischer Spielfilm von Dario Argento aus dem Jahr 2022. Der Giallo mit Anleihen beim Horrorfilm stellt eine Sexarbeiterin (dargestellt von Ilenia Pastorelli) in den Mittelpunkt, die von einem mysteriösen Serienmörder verfolgt wird.
Das Werk wurde im Februar 2022 bei den 72. Internationalen Filmfestspielen Berlin uraufgeführt. Ein regulärer Kinostart im deutschsprachigen Raum fand am 16. Juni 2022 statt.

## Handlung
Rom, im Sommer: In der fast menschenleeren Stadt macht ein mysteriöser Serienmörder im Zeichen einer Sonnenfinsternis Jagd auf Edelprostituierte. Er erwürgt die Frauen stets mit einer Cellosaite. Als sein viertes und letztes Opfer hat er Diana auserkoren, die in den Hotels der Via Veneto ihre Dienste anbietet. Der Killer verfolgt sie mit einem Lieferwagen. Verzweifelt versucht sie, dem Wahnsinnigen zu entkommen. Als der Mörder sie rammt, kracht sie in ein anderes Auto.
Infolge des schweren Verkehrsunfalls verliert Diana ihr Augenlicht. Um sich in der Welt der Blinden zurechtzufinden, wird ihr die Schäferhündin Nerea zur Seite gestellt. Auch erhält sie Hilfe von Rita, die für ihren Blindenverein tätig ist. Nach langer Rehabilitationszeit muss Diana auch erfahren, dass der Mordanschlag auf sie auch weitere Menschen das Leben gekostet hat. Neben ihr hat nur der chinesischstämmige Junge Chin überlebt. Sie beschließt, das Waisenkind bei sich aufzunehmen. Obwohl Diana und Chin aus zwei sehr unterschiedlichen Kulturkreisen stammen, bauen sie eine besondere Bindung zueinander auf. Beide beschließen gemeinsam dem Serienmörder das Handwerk zu legen. Die polizeilichen Ermittlungen sind in der Zwischenzeit im Sande verlaufen. Aber der Täter will nach wie vor sein Werk vollenden. Zwischen ihm und Diana und Chin entwickelt sich ein gefährliches Katz-und-Maus-Spiel.

## Hintergrund

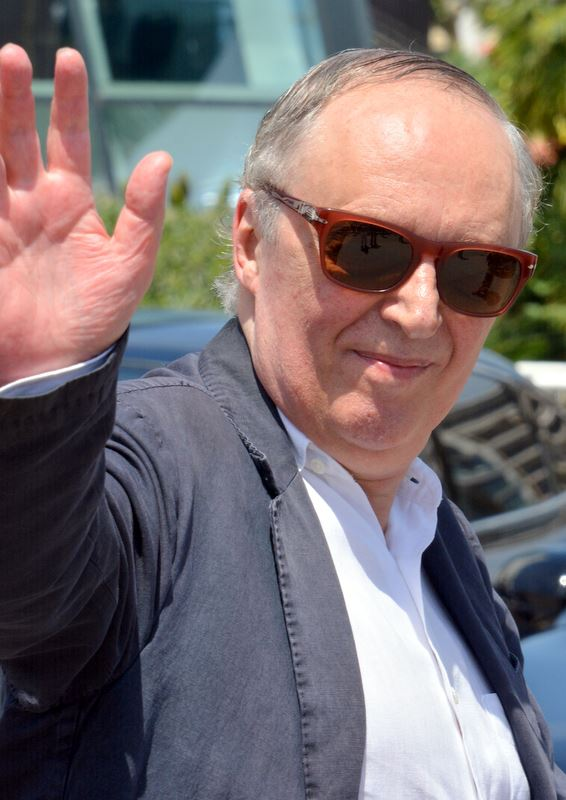
Dario Argento (2017)

Für Regisseur und Drehbuchautor Dario Argento ist Dark Glasses der 20. realisierte Spielfilm nach einer Pause von zehn Jahren. Das Drehbuch hatte er Jahre vor Drehbeginn mit Koautor Franco Ferrini angefangen. Die Hauptrollen erhielten die italienische Schauspielerin Ilenia Pastorelli und der im Kino unerfahrene Xinyu Zhang (anderen Angaben zufolge Andrea Zhang). Wieder gab Argento seiner Tochter Asia eine Nebenrolle in einem seiner Filme, die auch als Associate Producer am Projekt beteiligt war. Der Wunsch Dario Argentos, das französische Duo Daft Punk für die Filmmusik zu gewinnen, blieb unerfüllt.
Argento selbst sprach von seinem Werk als „italienischen ‚Giallo‘ oder Kriminalfilm mit einem Hauch des Horrorgenres“. Als „Motor“ der Handlung führte er die verschiedenen kulturellen Hintergründe von Diana und Chin an. „Sie ist eine Erwachsene und blind, er ist zu jung, um alleine zurecht zu kommen“, so Argento. Der Filmemacher hatte mit Dark Glasses „das Verlangen, zwei Welten zu entdecken“. Vor allem der Hintergrund von Chin sei „geheimnisvoller“ und bringe dem Zuschauer die „Viertel, Häuser und Bräuche der chinesischen Gemeinde in Rom näher“, wo laut Argento ein „echtes ‚Chinatown‘“ existiere.
Produziert wurde das Werk von Conchita Airoldi und Laurentina Guidotti für Urania Pictures. Als Koproduzent trat das französische Unternehmen Gateway Films in Erscheinung. Ebenfalls an dem Projekt beteiligt waren Rai Cinema und Cine+. Die Dreharbeiten in Italien wurden im August 2021 beendet.
Die internationalen Verwertungsrechte an dem Film sicherte sich Wild Bunch International.

## Veröffentlichung und Rezeption
Die Premiere von Dark Glasses fand am 11. Februar 2022 bei den Filmfestspielen Berlin in der Sektion Berlinale Special statt. Ein regulärer Kinostart in Deutschland und Österreich fand am 16. Juni 2022 im Verleih von Alamode Film statt.
Die Kinozeitschrift Cinema urteilt, der Film ist ein „Solider Reißer, der wohl nur für Dario-Argento-Fans von wirklichem Interesse sein dürfte“.